# 柯挺
柯挺（1537年—1610年），字以拔，號立臺，福建漳州府海澄縣三都（今福建厦门市海沧区东屿村）人，民籍，明朝政治人物。萬曆癸酉解元，萬曆庚辰進士。官至監察御史，有政聲。

## 生平
隆庆二年（1568年）恩貢入國子監，萬曆元年（1573年）參加癸酉科順天府鄉試，高中第一名舉人（解元）。萬曆八年（1580年）登進士第三甲第四十六名。户部觀政，本年授南樂縣知縣。十三年行取，七月选授陕西道監察御史，十四年差查刷光禄寺，十五年差巡按湖广，十六年督南畿学政，鉴拔知士。十九年母丧归里。二十一年京察降调，遂不再出仕。年七十四卒。

## 事跡
万历十二年（1584年）卜选皇陵（即定陵），原用徐学谟之议，定于大峪山。御史江东之等引通政使司参议梁子琦等“穴下有岩”之言加以反对。柯挺上疏：“夫大峪之山，万马奔腾，四势完美，殆天秘真龙以待陛下”。坚称“若大峪穴下有岩，臣敢以身当之”，人稱“石敢当御史”。

## 紀念
柯挺曾在家鄉三都雲塔書院讀書。後此地出身的周起元亦中式庚子科解元，故书院附近有“师第解元”石刻牌坊。

## 家族
曾祖父柯寵仁，曾任壽官；祖父柯德顒，曾任壽官；父親柯喬清。母李氏。